# Brent Scott
Brent Steven Scott  (Lansing, Míchigan; 15 de junio de 1971) es un exjugador y entrenador de baloncesto estadounidense. Desde 2023 es entrenador asistente de los Penn State Nittany Lions de la División I de la NCAA.

## Equipos
- High School. Everett (Lansing, Míchigan).
- 1989-93 NCAA. Universidad de Rice.
- 1993-94 HEBA. GRE. Olympia Larissa BC.
- 1994-95 HEBA. GRE. Olympia Larissa BC. Cortado en enero
- 1995-96 LEGA. ITA. Olitalia Forli.
- 1996-97 NBA. Indiana Pacers. Firma como agente libre.
- 1997-98 ACB. Tau Cerámica.
- 1998-99 LEGA. ITA. Viola Reggio Calabria.
- 1999-00 ACB. Real Madrid.
- 2000-01 LEGA. ITA. Viola Reggio Calabria.
- 2001-02 LEGA. ITA. Snaidero Udine.
- 2002-03 HEBA. GRE. PAOK Salónica.
- 2003-04 ACB. CB Murcia
- 2004-05 ACB. Joventut de Badalona.
- 2004-05 LEB. CAI Zaragoza.
- 2005-06 Liga de Polonia. Anwil Włocławek. Jordania. Fastlink
- 2006-07 HEBA. GRE. AEK Atenas.

## Palmarés
- Liga ACB (2000)
- 1991 Mundobasket Junior. Selección de Estados Unidos. Edmonton. Medalla de Oro.